# Otby
Otby – osada w Anglii, w hrabstwie Lincolnshire, w dystrykcie West Lindsey, w civil parish Walesby. Leży 5 km od miasta Market Rasen. W 1870-72 osada liczyła 44 mieszkańców. Otby jest wspomniana w Domesday Book (1086) jako Ote(s)bi.